# Präsident der Republik Estland
Der Präsident der Republik Estland (estnisch Eesti Vabariigi President) ist das estnische Staatsoberhaupt. Die Wahl und die Kompetenzen des Präsidenten werden durch die estnische Verfassung von 1992 bestimmt. Seine Kompetenzen sind mit denen des österreichischen Bundespräsidenten vergleichbar.

## Geschichte des Amts
1918 erlangte Estland seine staatliche Unabhängigkeit von Russland. Die Verfassung von 1920 sah keinen Präsidenten vor; dadurch wurde die Konzentration der Macht in einer Person vermieden und ein stark parlamentarisches System errichtet. Bis 1934 war der Staatsälteste (Riigivanem) als Regierungschef gleichzeitig estnisches Staatsoberhaupt. Er konnte damit jederzeit vom Parlament entlassen werden. Eine ausgleichende politische Rolle zwischen Parlament und Regierung fehlte.
Mit der Verfassungsreform von 1933 wurde ein Präsidialsystem eingeführt. Das Staatsoberhaupt hieß weiterhin Staatsältester. 1934 riss allerdings der damalige Regierungschef Konstantin Päts in einem gewaltlosen Putsch die Macht an sich und errichtete ein autoritäres Regime. Er wollte damit einer Machtergreifung rechtsextremistischer Kräfte zuvorkommen. Mit der Verfassung von 1938 wurde Päts zum Präsidenten gewählt. Die Amtszeit sollte sechs Jahre dauern. Sie endete 1940 mit der sowjetischen Besetzung des Landes.
Mit der Wiedererlangung der estnischen Unabhängigkeit im August 1991 wurde eine moderne estnische Verfassung geschaffen. Sie ist bis heute gültig. 1992 wurde Lennart Meri zum ersten Präsidenten nach dem Zweiten Weltkrieg gewählt. Erste Frau im Amt wurde die 2016 gewählte Kersti Kaljulaid.

## Wahl
Zum estnischen Präsident kann jeder estnische Staatsbürger gewählt werden, der das 40. Lebensjahr vollendet und die estnische Staatsangehörigkeit durch Geburt erworben hat.
Zur Wahl des Präsidenten ist zunächst das estnische Parlament (Riigikogu) berufen. Ein Wahlvorschlag muss von mindestens 21 Abgeordneten unterstützt werden.
Die Abstimmung findet in geheimer Wahl statt. Ein Kandidat muss für die Wahl eine Mehrheit von zwei Dritteln der gesetzlichen Mitgliederzahl des Parlaments auf sich vereinigen, benötigt daher 68 Ja-Stimmen.
Gelingt dies in drei Wahlgängen nicht, geht das Wahlrecht vom Parlament auf eine besondere Wahlversammlung (valimiskogu) über. Diese besteht aus den 101 Abgeordneten des estnischen Parlaments sowie Wahlmännern und -frauen, die von den kommunalen Gebietskörperschaften (Städten und Gemeinden) bestimmt werden. Sie tritt innerhalb eines Monats nach dem dritten Wahlgang im Parlament zusammen.
Die beiden Kandidaten, die im dritten Wahlgang des Riigikogu die meisten Stimmen erhalten haben, sowie Kandidaten, die von mindestens 21 Mitgliedern der Wahlversammlung vorgeschlagen werden, stehen im ersten Wahlgang der Wahlversammlung zur Wahl. Gewählt ist der Bewerber, der die absolute Mehrheit der abgegebenen Stimmen erhält.
Wird kein Kandidat im ersten Wahlgang gewählt, findet am selben Tag ein weiterer Wahlgang statt. In diesem treten die beiden Kandidaten an, die im ersten Wahlgang der Wahlversammlung die höchste Stimmenzahl erhalten haben. Kann auch im zweiten Wahlgang kein Kandidat mehr als die Hälfte aller abgegebenen Stimmen auf sich vereinigen, geht das Wahlrecht für das Amt des Staatspräsidenten wieder auf das Parlament über.

## Amtszeit
Die Amtszeit des estnischen Präsidenten beträgt fünf Jahre. Eine anschließende Wiederwahl ist nur einmal zulässig. Zu Beginn seiner Amtszeit legt der estnische Staatspräsident seinen Amtseid vor dem Parlament ab.
Der Präsident darf während der Ausübung seines Amtes keiner politischen Partei angehören und keine anderen Ämter bekleiden.
Der estnische Präsident genießt während seiner Amtszeit Immunität vor strafrechtlicher Verfolgung. Die Immunität kann nur auf Antrag des Rechtskanzlers durch das Parlament mit der Mehrheit seiner gesetzlichen Mitgliederzahl aufgehoben werden. Bei einer anschließenden Verurteilung verliert der Präsident sein Amt.
Das Amt des Präsidenten endet mit dem Amtsantritt seines Nachfolgers. Er ist zum Rücktritt vom Amt (außer in Kriegszeiten) berechtigt. Bei Verhinderung der Amtsausübung wird der estnische Präsident vorübergehend durch den Parlamentspräsidenten vertreten, dem aber nur eingeschränkte Befugnisse zustehen.

## Amtssitz

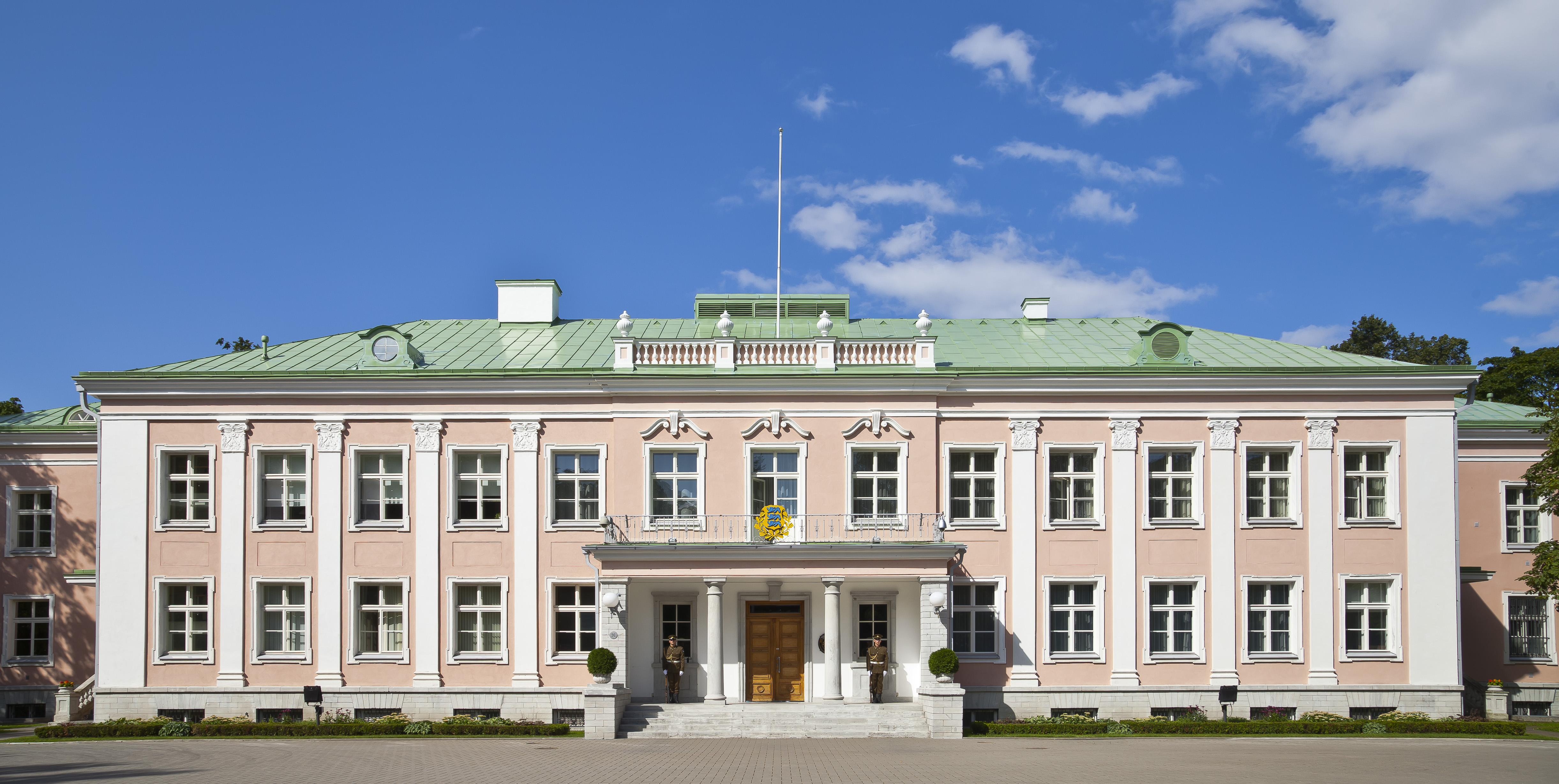
Präsidentenpalais Tallinn

Das Präsidentenpalais im Stadtteil Kadriorg der Hauptstadt Tallinn ist der Amtssitz des Präsidenten der Republik Estland. Das neuklassizistische Gebäude wurde 1938 im Auftrag von Konstantin Päts nach Entwurf von Alar Kotli gegenüber dem historischen Schloss Katharinental erbaut.

## Aufgaben und Kompetenzen
Das Amt des estnischen Präsidenten ist hauptsächlich zeremonieller Natur. Er ist Oberbefehlshaber der estnischen Streitkräfte.
Der Präsident vertritt Estland völkerrechtlich. Er ernennt die estnischen Botschafter und beglaubigt die ausländischen Gesandten in Estland. Er verleiht Orden sowie militärische und diplomatische Titel. Ihm steht das Gnadenrecht zu.
Er ruft ordentliche und unter den in der Verfassung vorgesehenen Fällen außerordentliche Parlamentswahlen aus. Er beglaubigt die neu gewählten Abgeordneten und eröffnet die erste Sitzung. Er kann dem Parlamentspräsidenten die Einberufung einer außerordentlichen Sitzung vorschlagen.
Nach Konsultationen mit den politischen Parteien schlägt er dem Parlament einen Kandidaten für das Amt des Ministerpräsidenten vor. Findet dieser Kandidat keine Mehrheit im Parlament, kann der Präsident einen anderen Kandidaten vorschlagen. Findet auch dieser Kandidat keine Mehrheit, geht das Nominierungsrecht auf das Parlament über.
Auf Vorschlag des Ministerpräsidenten ernennt und entlässt der Präsident die Minister. Ihm steht dabei kein Prüfungsrecht zu. Der Staatspräsident ernennt und entlässt den Vorsitzenden des Staatsgerichtshofs (Riigikohus), den Vorsitzenden des Zentralbankrats der Eesti Pank, den Vorsitzenden des Rechnungshofs, den Rechtskanzler und den militärischen Befehlshaber der Streitkräfte. Er ernennt auf Vorschlag des Vorsitzenden des Staatsgerichtshofs dessen Richter und auf Vorschlag des Zentralbankrats den Präsidenten der Eesti Pank. Ihm steht die Aufhebung der strafrechtlichen Immunität des Rechtskanzlers zu.
Der Präsident fertigt die Gesetze aus. Hält er ein Gesetz für verfassungswidrig oder aus politischen Gründen für unangemessen, kann er das Gesetz an das Parlament zurückverweisen. Verabschiedet es das Parlament erneut in unveränderter Form, kann es der Präsident dem Staatsgerichtshof (Riigikohus) zur Überprüfung vorlegen. Hält der Staatsgerichtshof das Gesetz für verfassungskonform, muss es der Präsident ausfertigen.
Der Präsident kann dem Parlament eine Änderung der Verfassung vorschlagen. Lennart Meri hat zweimal von diesem Recht Gebrauch gemacht, Toomas Hendrik Ilves einmal.
Der estnische Präsident ist Oberbefehlshaber der Streitkräfte (obwohl dieses Amt mehr symbolischer Natur ist). Er kann dem Parlament die Ausrufung des Verteidigungsfalles, die Erklärung des Notstands sowie die Mobilmachung und Demobilisierung vorschlagen. Im Falle eines kriegerischen Angriffs auf Estland stehen ihm diese Rechte ohne Befassung des Parlaments zu.

## Liste der Präsidenten Estlands
| # | Bild                 | Name                 | Amtsantritt      | Amtsaustritt     | Partei    |
| - | -------------------- | -------------------- | ---------------- | ---------------- | --------- |
| 1 | Konstantin Päts      | Konstantin Päts      | 24. April 1938   | 21. Juni 1940    |           |
| 2 | Lennart Meri         | Lennart Meri         | 6. Oktober 1992  | 8. Oktober 2001  | IL        |
| 3 | Arnold Rüütel        | Arnold Rüütel        | 8. Oktober 2001  | 9. Oktober 2006  | ERL       |
| 4 | Toomas Hendrik Ilves | Toomas Hendrik Ilves | 9. Oktober 2006  | 10. Oktober 2016 | SDE       |
| 5 | Kersti Kaljulaid     | Kersti Kaljulaid     | 10. Oktober 2016 | 11. Oktober 2021 | parteilos |
| 6 | Alar Karis           | Alar Karis           | 11. Oktober 2021 | amtierend        | parteilos |